# Diadegma discoocellellae
Diadegma discoocellellae là một loài tò vò trong họ Ichneumonidae.